# John Wolf Brennan/Diskografie

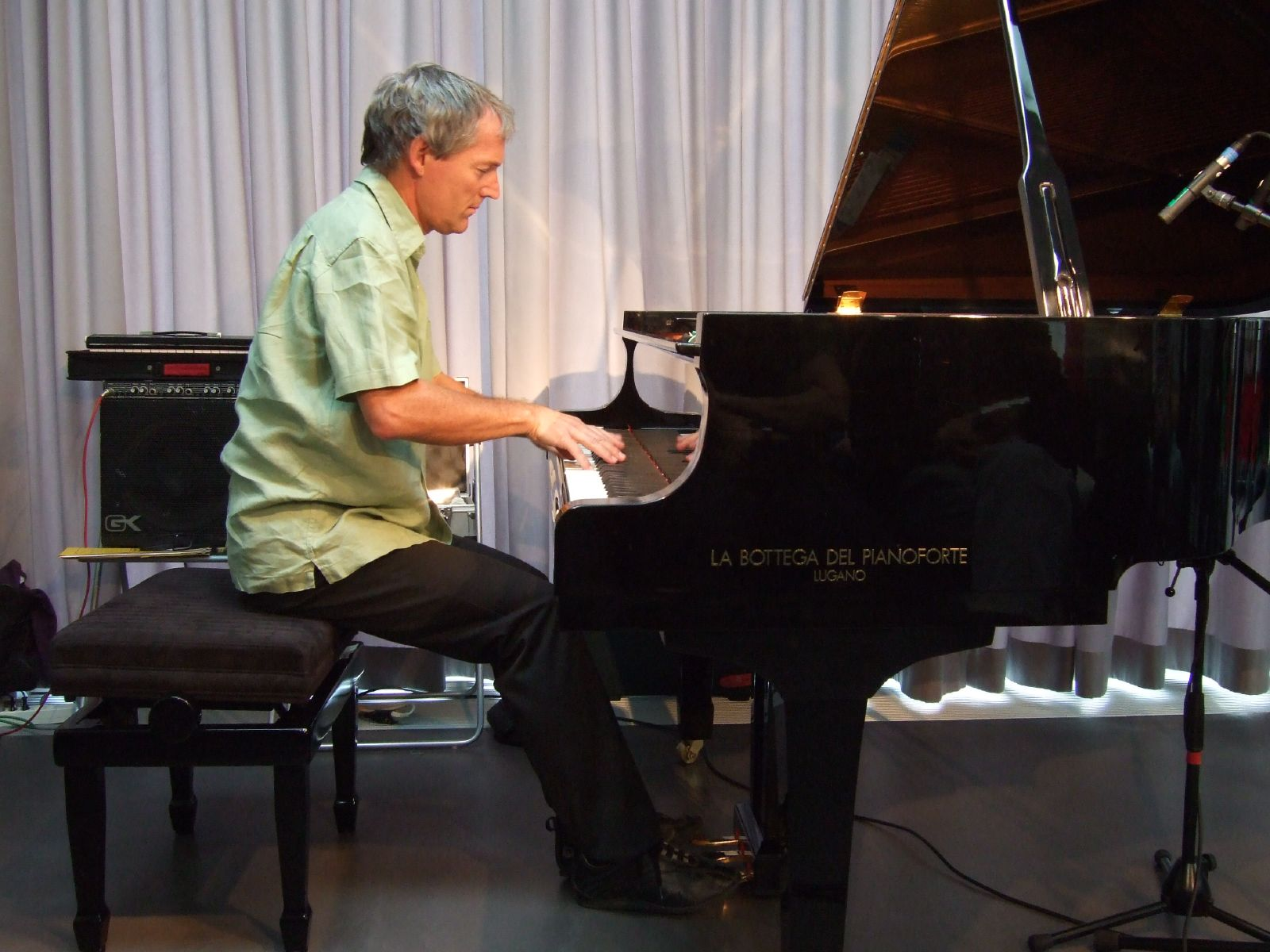
John Wolf Brennan (2007)

Diese Diskografie ist eine Übersicht über die veröffentlichten Tonträger des Jazzpianisten und Komponisten John Wolf Brennan. Sie besteht aus über 70 Alben, inklusive zehn Soloalben. Seine Tonträger wurden mit internationalen Preisen ausgezeichnet. 1994 wurde die CD Ten Zentences in der Jazz-Umfrage der Musikzeitschrift Musica Jazz zum Besten Album des Jahres gewählt. 1996 erhielt die CD Pago Libre die Auszeichnung Album des Jahres der Musikzeitschrift Jazzthetik. Für insgesamt dreizehn CDs erhielt er 2002 vom Schweizer Radio International den dreizehnten „Swiss Grammy“. Die CD platzDADA! wurde in die Bestenliste (2/2009) des Preises der deutschen Schallplattenkritik aufgenommen. Bei den Veröffentlichungen mit der Groupe Lacroix war er lediglich als Komponist tätig.

## Alben

### Solo Piano
Seine Piano-Soloalben ordnete er nach den Primärfarben (blue, yellow und red trilogy). Der The Penguin Guide to Jazz listet folgende CDs:
- 1989: The Beauty of Fractals (Creative Works Records)
- 1991: Iritations (Creative Works Records)
- 1994: Text, Context, Co-Text & Co-Co-Text (Creative Works Records)
- 1998: The Well-Prepared Clavier (Creative Works Records) mit Marianne Schroeder
- 2002: Flügel (Creative Works Records)
- 2006: Pictures in a Gallery (Leo Records)
- 2009: The Speed of Dark (Leo Records)
- 2012: Solopiano (iTunes Essentials)
- 2017: Silly Blooze. In: Twenty Years of New Blues for Piano. Marcel Worms, Piano (Zefir Records)
- 2019: Nevergreens (Leo Records)
- 2021: Nitty Gritty Ditties (Leo Records) mit Anna Murphy
- 2024: Wish you were Hear (in Vorbereitung) (Leo Records)

### Pago Libre
- 1990: Extempora (Splash Records) mit Lars Lindvall, Steve Goodman & Daniele Patumi
- 1993: Shooting Stars and Traffic Lights (Leo Records) mit John Voirol, Tscho Theissing, Daniele Patumi & Alex Cline
- 1995: Moskau-Petuschki / Felix-Szenen (Leo Records) mit Lars Lindvall, Martin Mayes, Marion Namestnik, Tscho Theissing, Daniele Patumi, Oscar Bingisser & Liana Schwanja
- 1996: Pago Libre. (Leo Records) mit Arkady Shilkloper, Tscho Theissing & Daniele Patumi
- 1997: Pago Libre: Wake Up Call: Live In Italy (Leo Records) mit Arkady Shilkloper, Tscho Theissing & Daniele Patumi
- 2001: Pago Libre: Cinémagique. (TCB Records) mit Arkady Shilkloper, Tscho Theissing & Daniele Patumi
- 2003: Pago Libre: Phoenix: Live in Salzburg & Zurich (Leo Records) mit Arkady Shilkloper, Tscho Theissing & Daniele Patumi
- 2005: Pago Libre: Stepping Out (Leo Records) mit Arkady Shilkloper, Tscho Theissing, Georg Breinschmid
- 2008: Pago Libre Sextett: platzDADA! (Christoph Merian Verlag) mit Agnes Heginger, Arkady Shilkloper, Tscho Theissing, Georg Breinschmid & Patrice Héral
- 2009: Pago Libre: Fake Folk (Zappel Music) mit Arkady Shilkloper, Tscho Theissing, Georg Breinschmid & Patrice Héral
- 2018: Pago Libre & Friends: got hard (Leo Records) mit Florian Mayer, Arkady Shilkloper, Tom Götze, Patrice Héral, Christy Doran, Christian Zehnder & dem Alpentöne Blasorchester, Leitung: Michel Truniger
- 2019: Pago Libre: Cinémagique 2.0 (Leo Records) mit Arkady Shilkloper, Tscho Theissing, Daniele Patumi & Georg Breinschmid
- 2020: Pago Libre Sextet: platzDADA!! (remastered). (Leo Records) mit Agnes Heginger, Arkady Shilkloper, Tscho Theissing, Georg Breinschmid & Patrice Héral
- 2020: Pago Libre: Mountain Songlines (Leo Records) mit Florian Mayer, Arkady Shilkloper, Tom Götze & Sonja Morgenegg
- 2021: Pago Libre & Sooon: FriendShip (Leo Records) mit Sonja Morgenegg, Tony Majdalani, Arkady Shilkloper, Florian Mayer & Rätus Flisch
- 2022: Extempora (Leo Records) mit Lars Lindvall, Steve Goodman & Daniele Patumi
- 2024: Pago Libre & Sooon: FriendShip – Riffs ahead! (Leo Records) mit Sonja Morgenegg, Tony Majdalani, Arkady Shilkloper, Florian Mayer & Rätus Flisch
- 2025: Pago Libre: Wild Card – Songs from a Farm (Leo Records) mit Florian Mayer, Arkady Shilkloper & Rätus Flisch

### Mit Christy Doran & Triangulation
- 1988: Henceforward (Core Records) mit Christy Doran
- 1995: Henceforward (Leo Records) mit Christy Doran
- 2004: Triangulation (Leo Records) mit Christy Doran & Patrice Héral
- 2010: Whirligigs (Leo Records) mit Bruno Amstad, Christy Doran & Patrice Héral
- 2018: Pago Libre & Friends: got hard (Leo Records) mit Florian Mayer, Arkady Shilkloper, Tom Götze, Patrice Héral, Christy Doran, Christian Zehnder & dem Alpentöne Blasorchester, Leitung: Michel Truniger

### Pilgrims, SOOON
- 2013: Pilgrims (Leo Records) mit Tony Majdalani & Marco Jencarelli
- 2017: Pilgrims: Oriental Orbit (Leo Records) mit Tony Majdalani & Marco Jencarelli
- 2019: SOOON: YouCHz Now (Narrenschiff) mit Sonja Morgenegg & Tony Majdalani
- 2024: Pilgrims in Trance it (Narrenschiff) mit Tony Majdalani & Marco Jencarelli

### Momentum
- 1999: Momentum (Leo Records) mit Gene Coleman & Christian Wolfarth
- 2000: Momentum 2 – The Law of Refraction (Leo Records) mit Gene Coleman, Alfred Zimmerlin & Christian Wolfarth
- 2002: Momentum 3 (Leo Records) mit Bertrand Denzler, Christian Weber & Christian Wolfarth
- 2005: Momentum 4 – Rising Fall (Leo Records) mit Gene Coleman, Thomas Mejer & Marc Unternährer

### Mit Urs Leimgruber
- 1986: Mountain Hymn (Bellaphon Records) mit Urs Leimgruber
- 1988: An Chara (Bellaphon Records) mit Urs Leimgruber
- 1989: Polyphyllum (Bellaphon Records) mit Urs Leimgruber
- 1990: M.A.P. (Music for Another Planet) (Bellaphon Records) mit Norma Winstone und Urs Leimgruber
- 1991: Live at Montreux ’89 (B&W Music) mit Urs Leimgruber
- 1992: Blue Jazz – Live at Montreux (B&W Music) mit Urs Leimgruber

### Mit Daniele Patumi
- 1993: TEN ZENtences (Bellaphon Records) mit Daniele Patumi
- 1997: Aurealis (Les Disques Victo) mit Robert Dick & Daniele Patumi
- 2002: Time Jumps – Space cracks (Leo Records) mit Daniele Patumi

### Verschiedene Besetzungen
- 1979: Opening Seed (Zytglogge) mit Agnes Ushma Baumeler, Mark Zingg, Bianca Medici und Fausto Medici
- 1980: Celtic Country Dances (Bimbo Records) mit Agnes Ushma Baumeler
- 1981: Triumbajo (Bimbo Records) mit Agnes Ushma Baumeler und Barni Palm
- 1983: Down to Earth (Plainisphare) mit Marco Käppeli, Ushma Agnes Baumeler, Thomas Dürst und Jürg Burkhard
- 1988: Entupadas (Creative Works Records) mit Corin Curschellas
- 1993: Willisau live and more (Creative Works Records) mit Creative Works Orchestra
- 1994: OrganIC VoICes (Leo Records) mit Gabriele Hasler, Peter Schärli & Christian Muthspiel
- 1998: HeXtet: Through the Ear of a Raindrop (Leo Records) mit Julie Driscoll, Evan Parker, Paul Rutherford, Chris Cutler & Peter Whyman
- 1999: Minute Age (For4ears Records) mit Margrit Rieben & Reto Senn
- 1999: Nisajo (FMR Records) mit Nicky Heinen & Alexander Alexandrov
- 2000: Pipelines (Leo Records) mit Hans Kennel
- 2000: Entropology – The Science of Sonic Poetry (For4Ears Records) mit Eddie Prévost & Simon Picard
- 2002: Broken Dreams live (Creative Works Records) mit Alexandra Prusa, Hans Kennel & Marc Unternährer
- 2003: klanggang (Creative Works Records)
- 2003: Glockenspiel (Altrisuoni Records)
- 2003: Zero Heroes (Leo Records) mit Peggy Lee & Dylan van der Schyff
- 2004: Pipelines – Live at Lucerne Festival (Creative Works Records) mit Hans Kennel & Marc Unternährer
- 2004: I.N.I.T.I.A.L.S. (Creative Works Records) mit Urs Blöchlinger, Peter Schärli, Lindsay Cooper, Steve Argüelles, Christy Doran, Urs Leimgruber, Marco Käppeli e.a.
- 2004: Sculpted Sound (Altrisuoni Records) mit Magda Vogel, Charlotte Hug, Shirley Anne Hofmann, Eugen Gomringer & Christian Wolfarth
- 2007: Broken Dreams: Hommage an Sophie Taeuber-Arp (Narrenschiff) mit Alexandra Prusa & Peter Gossweiler
- 2007: Mein liebstes Krokodil: Nach Anton Tschechow Die Dame mit dem Hündchen und Briefen an und von Olga Knipper (Christoph Merian Verlag) mit Thomas Hürlimann & Arkady Shilkloper
- 2008: Jodel Vol. 1 (Mülirad Verlag Altdorf) mit Nadja Räss & Franziska Wigger
- 2009: Klick, klick, ihr Sätzlinge (Christoph Merian Verlag) mit Eveline Hasler
- 2012: POYA (edition therme vals) mit Daniel Mezger
- 2012: Tarkus and Other Love Stories (Leo Records) Piano-Duo TwinKeys (Esther Flückiger & John Wolf Brennan)
- 2014: Dehei nöd dehei (Trio Zehnder/Brennan/Shilkloper) mit Christian Zehnder & Arkady Shilkloper
- 2016: MODE (Naturton 1986–2016) mit Gérard Widmer, Fujara & Willi Grimm, Didjeridu
- 2016: Echo. Von der Suche nach Widerhall. Feature von Bettina Mittelstrass, mit Christian Zehnder & John Wolf Brennan. Featurepreis 2016 (Christoph Merian Verlag)
- 2023: Klanglabor feat. John Wolf Brennan (Vinyl; Little Big Beat) mit Arno Oehri, Denise Kronabitter & Marco Sele
- 2024: Percussion Art Ensemble Bern & Misa Stefanovic: Grenzgänger Werke von Fred Frith, John Wolf Brennan & Siegfried Kutterer
- 2025: Night in Gale. (Leo Records) mit Arkady Shilkloper, Christian Zehnder & Marcello Wick.

### Groupe Lacroix
- 1997: The Composer Group (Creative Works Records) mit Moscow Rachmaninov Trio
- 1999: Arpiade (edition edex) mit Barbara Sutter, Béatrice Wolf & Michael Wolf
- 2003: 8 Pieces on Paul Klee (Creative Works Records) mit Ensemble Sortisatio Leipzig
- 2024: Grenzgänger mit Percussion Art Ensemble Bern. Werke von Fred Frith (Rocket Science, What happens I-VII), Siegfried Kutterer (Hello Mrs. Ples) und John Wolf Brennan (Oscillating Orbits, Parts 1–3, mit Misa Stefanovics, Violine)